# Igor Dima
Igor Dima (Tiraspol, 11 febbraio 1993) è un ex calciatore moldavo, di ruolo attaccante.

## Carriera

### Club
Ha giocato nella prima divisione moldava.

### Nazionale
Ha esordito con la nazionale Under-21 nel 2013, segnando 5 gol nelle qualificazioni agli europei di categoria.

## Palmarès

### Club

#### Competizioni nazionali
- Campionato moldavo: 2

Sheriff Tiraspol: 2011-2012, 2012-2013